# بيانكا جاكوبسون
بيانكا جاكوبسون (من مواليد 30 مارس 1993) هي لاعبة كرة قدم أسترالية تلعب في نادي سانت كيلدا لكرة القدم في مسابقة AFL للسيدات (AFLW). لعبت سابقًا مع كارلتون وملبورن.